# Басыров, Асхат Гиниятович
Асха́т Гиния́тович Басы́ров (11 ноября 1927, Каргалытамак, Башкирская АССР — 3 октября 2012, Семилетка, Башкортостан) — советский нефтяник, лауреат Государственной премии СССР (1977). Заслуженный нефтяник БАССР (1972), почётный нефтяник Министерства топлива и энергетики РФ (1994).

## Биография
Басыров Асхат Гиниятович родился 11 ноября 1927 года в деревне Каргалытамак Белебеевского кантона БАССР (ныне — Благоварский района РБ).
Место работы: c 1953 года работал оператором по добыче нефти в НГДУ «Октябрьскнефть», в 1957—1987 годах — ст. оператор, мастер подземного ремонта скважин в НГДУ «Чекмагушнефть».
Асхат Гиниятович участвовал в освоении нефтяных месторождений: Абдуллинское, Игметовское, Крещено-Булякское, Манчаровское, Тамьяновское и Яркеевское.
В работе занимался внедрением безвышечной эксплуатации нефтяных скважин, для подземного ремонта скважин внедрял передвижные агрегаты.
Умер 3 октября 2012 года в селе Семилетка Дюртюлинского района Башкортостана.

## Награды и звания
- Орден Ленина (1966)
- Государственная премия  СССР (1977)
- Почётный нефтяник Министерства топлива и энергетики РФ (1994)
- Заслуженный нефтяник БАССР (1972)